# Didi Senft

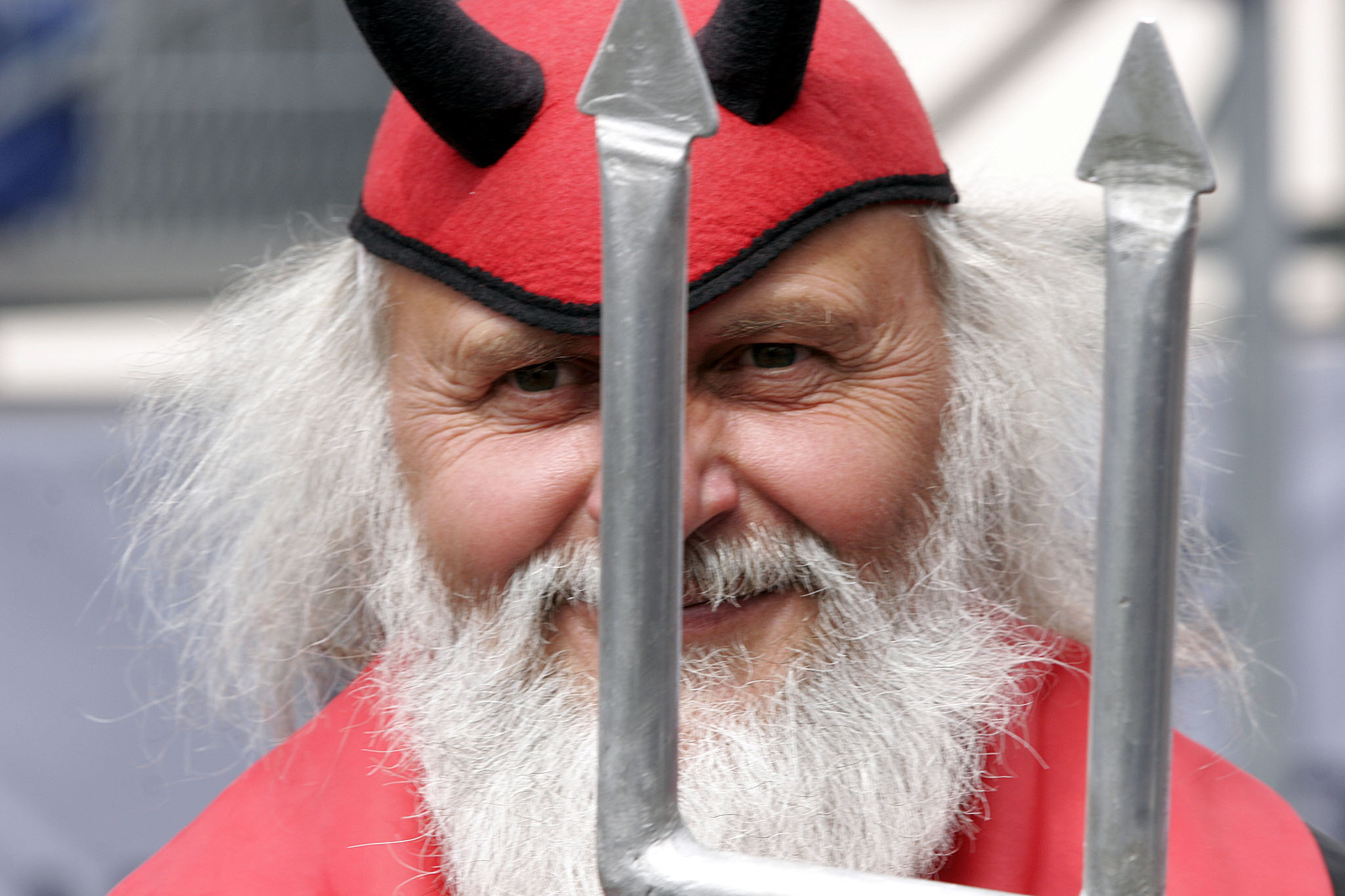
Didi Senft am 2. August 2007

Dieter „Didi“ Senft (* 7. Februar 1952 in Reichenwalde bei Berlin), bekannt als El Diablo, Didi the Devil oder Tourteufel, ist ein deutscher Schlosser, Künstler, Erfinder und Fahrraddesigner aus Storkow. Zu Zeiten der DDR war Senft aktiver Amateurradrennfahrer und mehrfacher Bezirksmeister.

## Leben
Seit 1992 gehört Senft als leidenschaftlicher Radsportfan zum festen Inventar der internationalen Radsportszene. Seinen ersten Auftritt in dieser Rolle hatte er bei der Tour de France 1993, während einer Etappe nach Andorra. Danach war er zu Anfang vor allem mit seinem Riesenfahrrad bei allen großen Radrennen anwesend. Als Teufel verkleidet – daher die Beinamen – feuerte er bis 2014 die Rennfahrer ungefähr 10 Kilometer vor jedem Etappenende leidenschaftlich an. Oft saß er auf einem überdimensionalen Hochrad an der Kilometermarkierung 25 Kilometer vor dem Ziel und schwenkte einen Dreizack. Bei der Tour de France 2005 trat er auf der 11. Etappe im grünen Kostüm auf, um mit dem Slogan Weg vom Öl für Bündnis 90/Die Grünen zu werben. Als Weihnachtsmann verkleidet eröffnete Senft die Weihnachtsbaumsaison in Brandenburg. Sein Bekanntheitsgrad geht aber weit über die deutschen Grenzen hinaus: Er wurde sogar in dem japanischen Anime Nasu: Andalusia no Natsu verewigt und in einer Folge der amerikanischen Comicstripreihe Yehuda Moon erwähnt.
Senft entwickelt zudem Fahrradkuriositäten und steht mit dem Weltrekord für das größte Tandemrad der Welt sowie weiteren von ihm gebauten Fahrrädern im Guinness-Buch der Rekorde. 2004 eröffnete er im Storkower Ortsteil Neu Boston ein Museum für Fahrradkuriositäten, in dem alle 17 Räder, mit denen er im Guinness-Buch steht, und weitere Radsportexponate ausgestellt werden. Neben seinen Aktivitäten als Radsportfan ist Senft auch bei anderen Sportereignissen präsent, meist mit ausgefallenen Motivfahrrädern und in seinem traditionellen Teufelskostüm. So besuchte er mit einem eigens entworfenen „Fußballfahrrad“ die Fußballeuropameisterschaft 2008 in der Schweiz und Österreich. Senft wollte 2014 in den Ruhestand gehen und könnte dann nach eigenen Angaben nur von 500 Euro Rente leben, jedoch tauchte er in den Folgejahren wieder bei der Tour de France im Teufelskostüm auf, zuletzt bei der Tour de France 2024. Nach eigener Aussage hat er bereits über 1000 Etappen verschiedener Radsportrennen vom Straßenrand aus verfolgt. Im September 1993 war eines seiner Räder Gegenstand einer Saalwette in der Fernsehsendung Wetten, dass..?. Nach eigenen Angaben besuchte er 32 mal die Tour de France und 20 mal den Giro d’Italia.

## Galerie

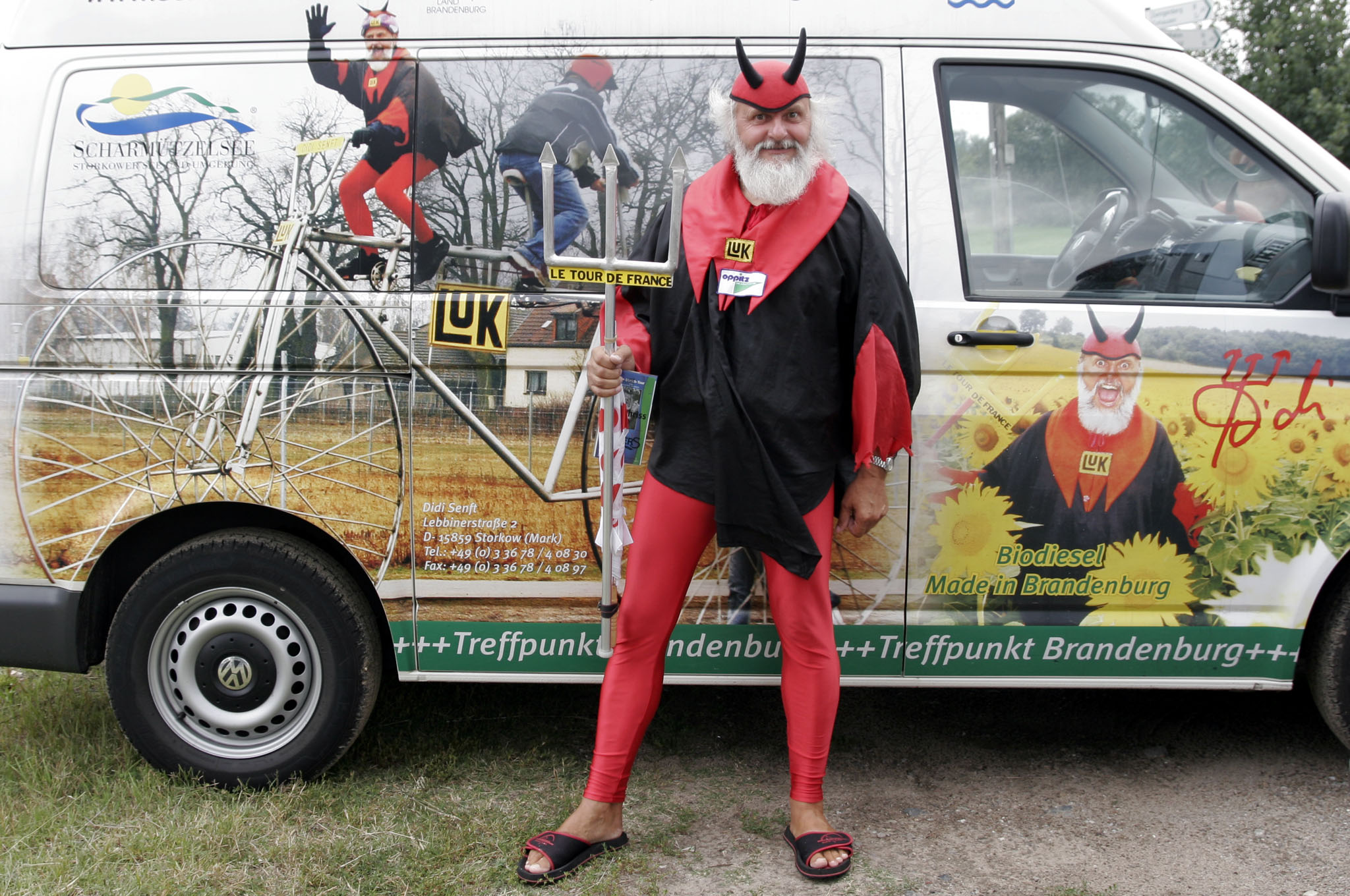
Didi Senft vor seinem Tourbus
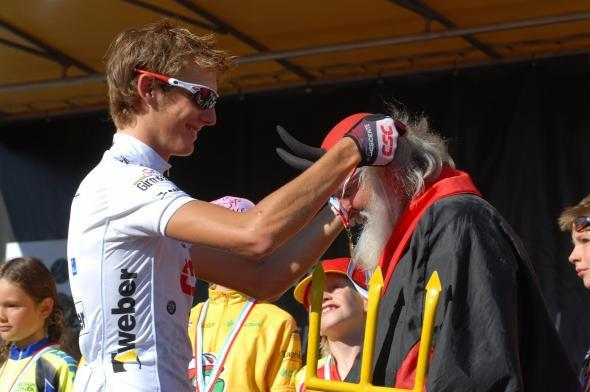
Didi Senft mit dem luxemburgischen Radrennfahrer Andy Schleck
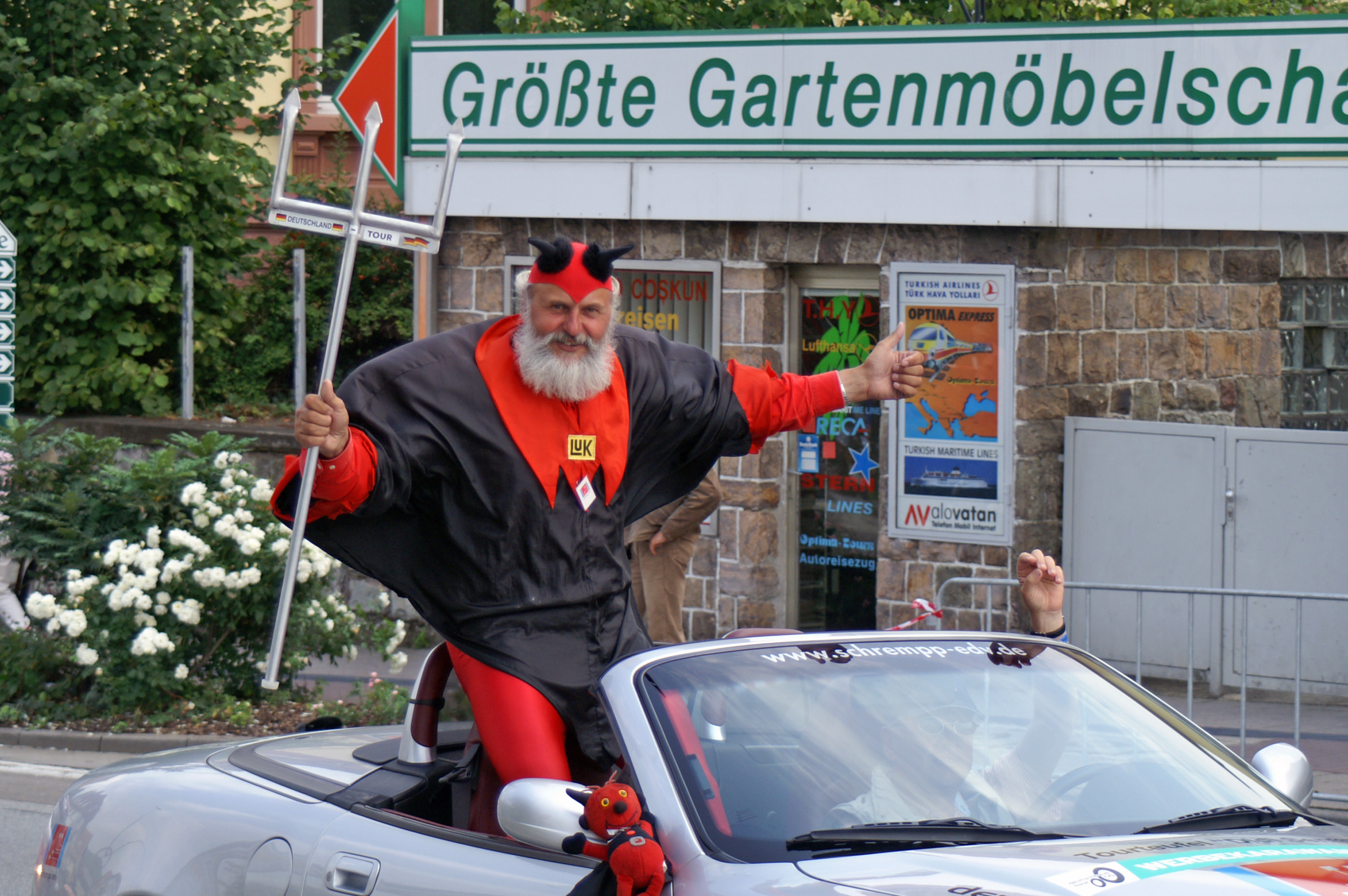
Didi Senft bei der Deutschland Tour
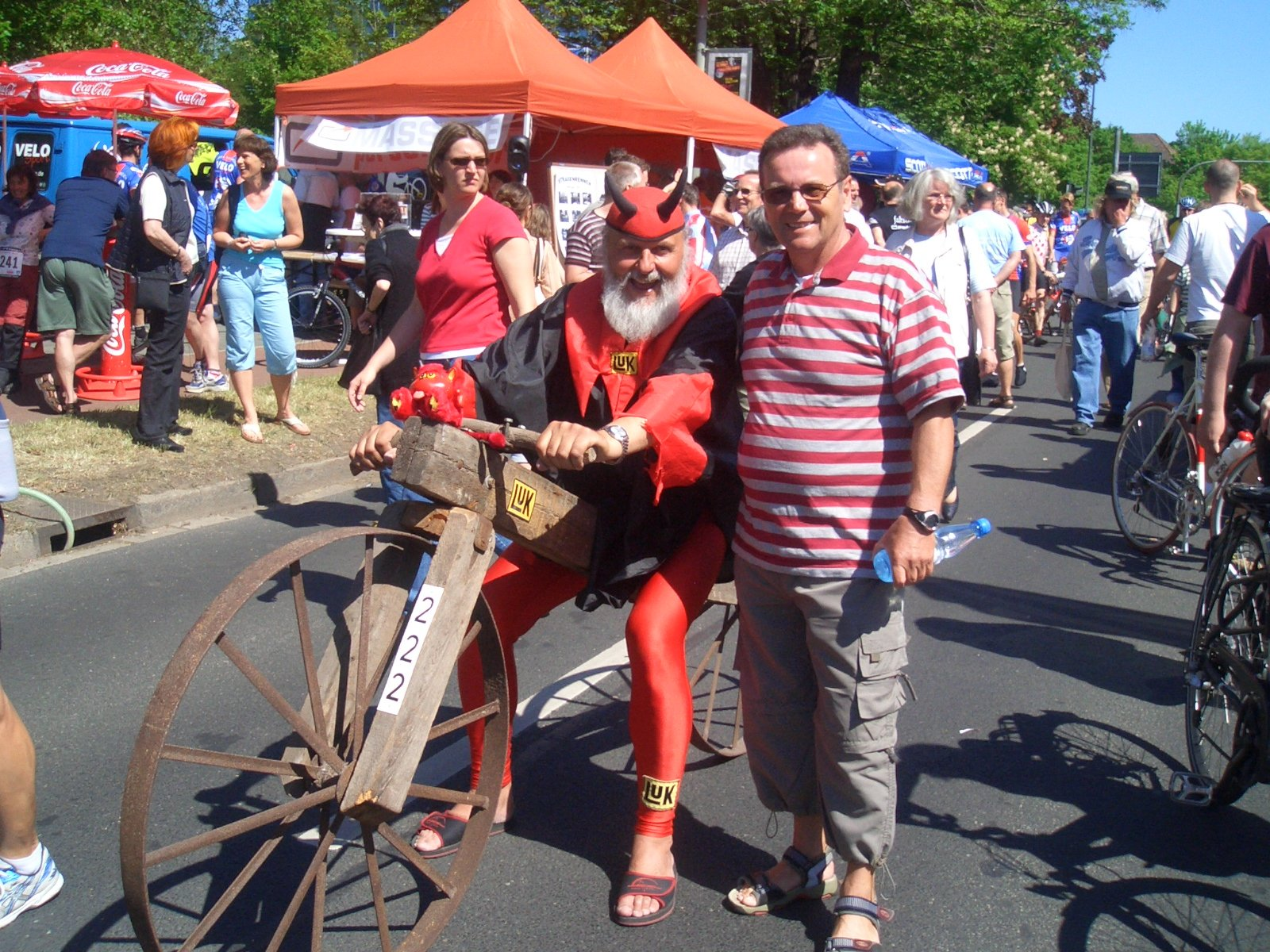
Didi Senft bei der Internationalen Niedersachsen-Radrundfahrt 29. April 2007 mit Zuschauer
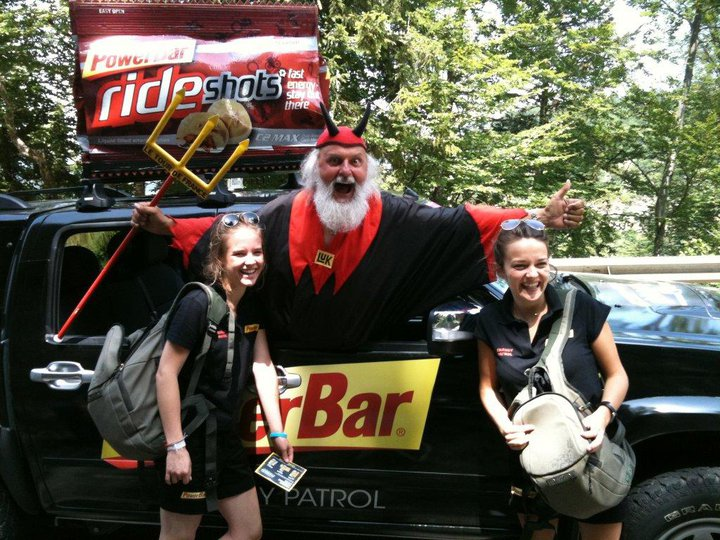
Didi Senft bei der Tour de France am 7. Juli 2010
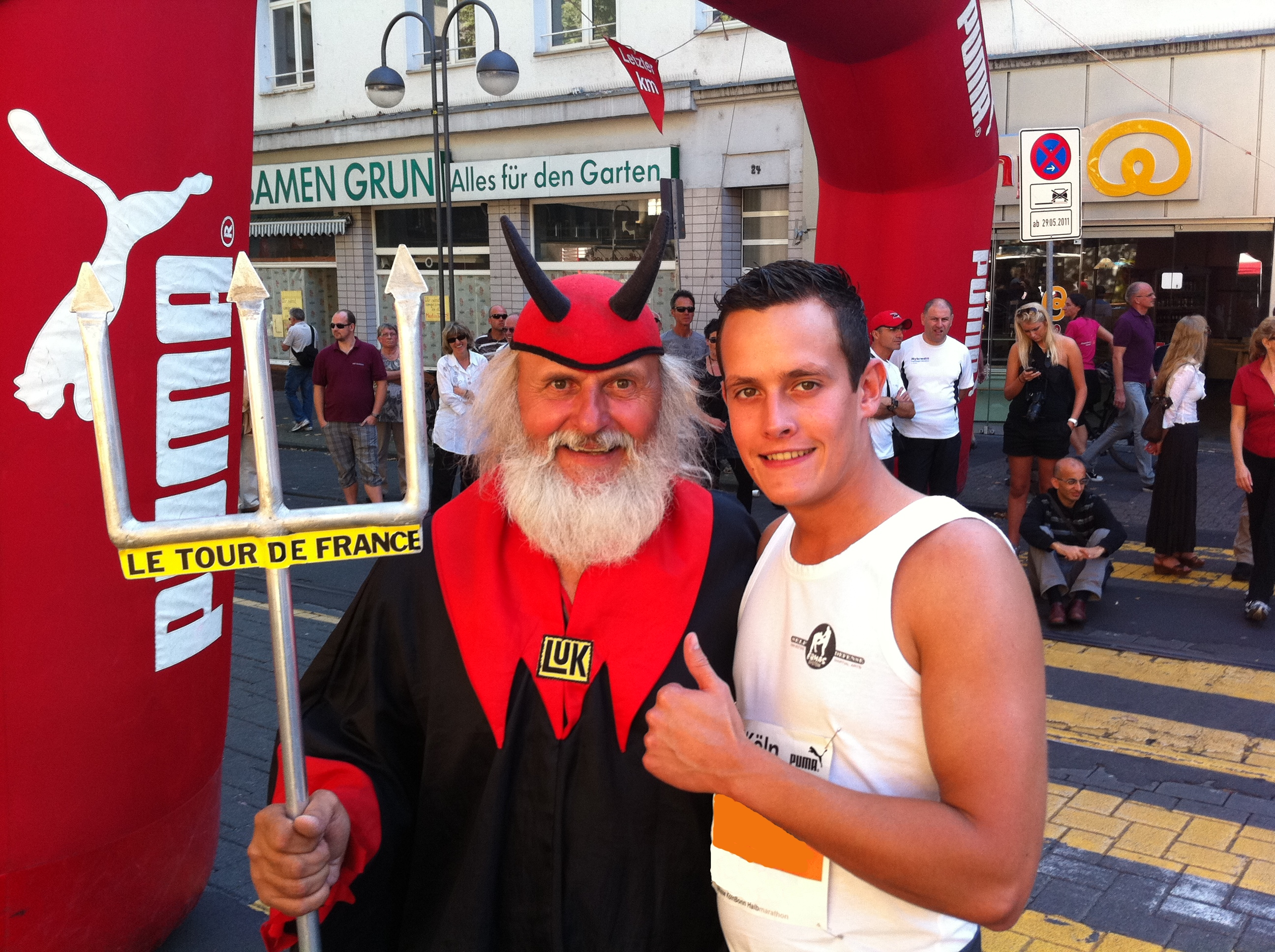
Didi Senft beim Köln Marathon am 2. Oktober 2011